# Юнаділла (Небраска)
Юнаділла (англ. Unadilla) — селище (англ. village) в США, в окрузі Ото штату Небраска. Населення — 296 осіб (2020).

## Географія
Юнаділла розташована за координатами 40°40′58″ пн. ш. 96°16′12″ зх. д. / 40.68278° пн. ш. 96.27000° зх. д. (40.682701, -96.269878).  За даними Бюро перепису населення США в 2010 році селище мало площу 0,80 км², уся площа — суходіл.

## Демографія
Згідно з переписом 2010 року, у селищі мешкало 311 особа в 132 домогосподарствах у складі 95 родин. Густота населення становила 391 особа/км².  Було 147 помешкань (185/км²).
Расовий склад населення:
| - 96,1 % — білих - 1,0 % — корінних американців - 0,6 % — чорних або афроамериканців |

До двох чи більше рас належало 1,6 %. Частка іспаномовних становила 0,6 % від усіх жителів.
За віковим діапазоном населення розподілялося таким чином: 19,3 % — особи молодші 18 років, 60,8 % — особи у віці 18—64 років, 19,9 % — особи у віці 65 років та старші. Медіана віку мешканця становила 44,1 року. На 100 осіб жіночої статі у селищі припадало 100,6 чоловіків;  на 100 жінок у віці від 18 років та старших — 100,8 чоловіків також старших 18 років.
Середній дохід на одне домашнє господарство  становив 60 160 доларів США (медіана — 53 333), а середній дохід на одну сім'ю — 70 516 доларів (медіана — 61 250). Медіана доходів становила 50 417 доларів для чоловіків та 25 714 долари для жінок. За межею бідності перебувало 5,4 % осіб, у тому числі 5,5 % дітей у віці до 18 років та 12,3 % осіб у віці 65 років та старших.
Цивільне працевлаштоване населення становило 143 особи. Основні галузі зайнятості: освіта, охорона здоров'я та соціальна допомога — 21,0 %, роздрібна торгівля — 18,2 %, фінанси, страхування та нерухомість — 15,4 %.